# Арабські євреї

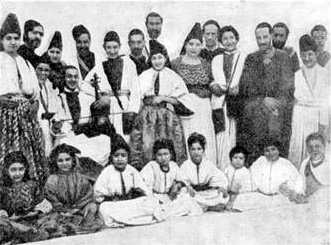
Фескі євреї, 1900

Арабські (арабомовні) євреї (аль-йахуд аль-араб; араб. اليهود العرب; івр. יהודים ערבים, מזרחים, עדות המזרח; мізрахі, східні євреї, східні громади) — сукупність євреїв арабських країн і вихідців з арабських країн, які говорили різними діалектами єврейсько-арабської мови. Протягом 1940-1970 більшість арабських євреїв покинули країни свого проживання, переселившись до Ізраїлю і в ряд інших країн, в результаті чого єврейські громади в арабських країнах скоротилися до мінімуму або повністю зникли.

## Термін
Термін «арабські євреї» ввів французький філософ Альбер Меммі. Після появи книги ізраїльського соціолога і антрополога Йегуди Шенхава дискусійний термін «арабські євреї» щодо євреїв арабських країн і їх нащадків почав витісняти ізраїльський термін «східні громади» або «мізрахі».

## Див. Також
- Етнічні групи євреїв
- Єврейсько-арабські діалекти
- Алія (репатріація євреїв)
- Єврейсько-арабські мови